# Cálculo fracionário
O Cálculo de Ordem Não inteira, tradicionalmente conhecido como  cálculo fracionário é um ramo da análise matemática que estuda as possibilidades de usar potências de números reais ou potências de números complexos em operadores diferenciais
{\displaystyle D={\frac {d}{dx}}\,}
e o operador de integração J. (Usualmente J é usado no lugar de I para não causar confusão com outras notações semelhantes a I e identidades.)
Neste contexto, o têrmo potência refere-se à aplicação interativa ou composição, com o mesmo sentido que f 2(x) = f(f(x)).
Por exemplo, pode-se questionar o significado da interpretação
{\displaystyle {\sqrt {D}}=D^{1/2}\,}
como uma raiz quadrada de um operador derivacional (um operador semi-interativo), i.e., uma expressão para algum operador que quando aplicado duas vezes em uma função terá o mesmo efeito que uma diferenciação. Generalizando, podemos definir a questão
{\displaystyle D^{a}\,}
para números reais, valores de a como quando a passa pelos valores inteiros n, usualmente uma diferenciação por n cobre os n > 0, e as −nésimas potências de J quando n < 0.
Há vários motivos para analisarmos esta questão. Um é que, deste modo o semigrupo das potências Dn na variável discreta n é vista como um semigrupo contínuo (espera-se) que os parâmetros a onde é um número real. Semigrupos contínuos pré-valentes em Matemática são de interesse teórico. Diz-se que fração é então o mesmo que o expoente, desde que precise ser um racional, mas que a expressão cálculo fracionário torne-se padrão por tradição.
Equações fracionárias diferenciais são uma generalização de equações diferenciais pela aplicação do cálculo fracionário.